# 위항
위항(衛伉, 衛亢, ? ~ 기원전 91년)은 전한 중기의 제후로, 하동군 평양현(平陽縣) 사람이다. 대장군 위청의 아들이다.

## 행적
원삭 5년(기원전 124년), 거기장군 위청이 흉노의 우현왕을 물리쳤다. 무제는 위청의 공로를 치하하여 대장군으로 승진시켰고, 위항은 아버지의 공으로 형제 위불의·위등과 함께 열후에 봉해졌다.
원정 원년(기원전 116년), 황제의 명을 사칭한 죄로 작위가 박탈되었다.
태초 원년(기원전 104년), 위청의 뒤를 이어 장평후(長平侯)에 봉해졌으나 5년 후 함부로 궁에 들어간 죄로 완성단용에 처하고 작위가 박탈되었다.
정화 2년(기원전 91년), 무제는 병을 앓고 있었다. 수형도위 강충은 누군가가 무고를 하고 있기 때문이라고 주장하였고, 이를 옳게 여긴 무제는 대대적으로 심문하여 여러 대신과 측근들을 죽였다. 위항 또한 여기에 연루되어 주살되었다.

## 출전
- 사마천, 《사기》 권20 건원이래후자연표·111 위장군표기열전
- 반고, 《한서》 권18 외척은택후표·권55 위청곽거병전·권63 무오자전

| 선대 (첫 봉건) | 전한의 의춘후 기원전 124년 4월 정미일 ~ 기원전 116년 | 후대 (39년 후) 의춘경후 왕흔 |

| 선대 아버지 장평열후 위청 | 전한의 장평후 기원전 104년 ~ 기원전 99년 | 후대 (봉국 폐지) |